# Афанасенко, Сергей
Сергей Афанасенко (рум. Sergiu Afanasenko; род. 4 апреля 1968) — молдавский политический и общественный деятель, бывший паралимпийский спортсмен. Министр молодёжи и спорта Республики Молдова с 18 февраля 2015 по 30 июля 2015 года; первый человек с ограниченными возможностями в истории Молдовы, ставший министром.
Президент Паралимпийского комитета Республики Молдова.
По специальности — токарь. В 2006—2013 годах учился в Государственном университете физического воспитания и спорта, получив высшее образование в 38 лет. С 1999 года — президент Ассоциации людей с инвалидностью «Invasport». Представлял Молдову на нескольких международных спортивных соревнованиях для людей с ограниченными возможностями. Занимался теннисом, баскетболом, биллиардом, волейболом и бадминтоном.
В 2009 году несколько месяцев был депутатом Парламента Республики Молдова по списку Партии коммунистов Республики Молдова (ПКРМ) до роспуска законодательного органа. На парламентских выборах в апреле 2009 года баллотировался 57 кандидатом в списке ПКРМ. На досрочных выборах в июле 2009 года — 58 кандидат в депутаты списка ПКРМ и на досрочных выборах в ноябре 2010 года — 59 кандидат в депутаты. На парламентских выборах 2014 года баллотировался в списке партии «Patria» во главе с Ренато Усатым.
До 11 апреля 2014 года был членом Партии коммунистов Республики Молдовы, когда покинул её по собственному желанию.
18 февраля 2015 года избирался министром по молодёжи и спорту Республики Молдова. 30 июля этого же года покинул этот пост.
С 2009 по 2015 года — тренер национальной паралимпийской сборной Республики Молдова.
Был главой фракции Партии социалистов Республики Молдова в муниципалитете Кишинёва.
В 2021 году подозревался в коррупции за получении взятки в размере 200 тысяч евро. Согласно обвинению, будучи министром, санкционировал заключение контракта на отчуждение государственной земельной собственности на улице Дечебал в Кишинёве.

## Награды
- Орден Почёта — Указом Президента Республики Молдова № 2809 — IV от 27.01.2009
- Орден Республики (2020)[9]
- Медаль «За гражданские заслуги» — Указом Президента Республики Молдова № 1552—111 от 02.12.2003